# فيليكس كارديناس
فيليكس كارديناس (بالإسبانية: Félix Cárdenas)‏ ولد بتاريخ 24 نوفمبر 1973 في كولومبيا، هو دراج كولومبي في صنف سباق الدراجات على الطريق.

## سجل النتائج

### سباقات أو مراحل فاز بها
| التاريخ        | السباق                             | المركز                                                                 |
| -------------- | ---------------------------------- | ---------------------------------------------------------------------- |
| 27 يونيو 1999  | طواف كولومبيا 1999                 |                                                                        |
| 01 يناير 2000  | طواف إيطاليا 2000                  | السادس في تصنيف الجبال                                                 |
| 07 أبريل 2000  | طواف إقليم الباسك 2000             | الثاني في تصنيف الجبال                                                 |
| 07 مايو 2000   | طواف روماندي 2000                  | الأول في تصنيف الجبال                                                  |
| 17 سبتمبر 2000 | طواف إسبانيا 2000                  | الرابع في تصنيف الجبال                                                 |
| 01 يناير 2001  | Euskal Bizikleta 2001              | العاشر في التصنيف العام                                                |
| 09 يونيو 2001  | Classique des Alpes 2001           | الرابع في التصنيف العام                                                |
| 30 سبتمبر 2001 | طواف إسبانيا 2001                  | العاشر في تصنيف الجبال                                                 |
| 30 يونيو 2003  | طواف كولومبيا 2003                 |                                                                        |
| 28 سبتمبر 2003 | طواف إسبانيا 2003                  | الأول في تصنيف الجبال، الرابع في تصنيف النقاط، الثامن في التصنيف العام |
| 16 مايو 2004   | 2004 فولتا أستورياس                |                                                                        |
| 26 سبتمبر 2004 | طواف إسبانيا 2004                  | الأول في تصنيف الجبال                                                  |
| 24 أكتوبر 2004 | 2004 Clásico RCN                   |                                                                        |
| 22 مايو 2005   | طواف اليابان 2005                  |                                                                        |
| 25 يوليو 2006  | برويبا فيلافرانسا دي أورديزيا 2006 |                                                                        |
| 11 مارس 2007   | Giro del Capo 2007                 |                                                                        |
| 15 أبريل 2007  | فولتا الينتيخو 2007                |                                                                        |
| 10 أكتوبر 2010 | 2010 Clásico RCN                   |                                                                        |
| 26 يونيو 2011  | طواف كولومبيا 2011                 |                                                                        |
| 15 يناير 2012  | 2012 Vuelta Ciclista de Chile      |                                                                        |
| 15 أبريل 2012  | Vuelta al Tolima 2012              |                                                                        |
| 24 يونيو 2012  | فولتا كولومبيا 2012                |                                                                        |

## وصلات خارجية
- الموقع%20الرسمي

## روابط خارجية
- فيليكس كارديناس على موقع الاتحاد الدولي للدراجات (الإنجليزية)
- فيليكس كارديناس على موقع أرشيف الدراجات (الإنجليزية)
- فيليكس كارديناس على موقع إحصائيات الدراجات الإحترافية (الإنجليزية)
- فيليكس كارديناس على موقع نسبة الدراجات (الإنجليزية)
- فيليكس كارديناس على موقع CycleBase (الإنجليزية)